# Dhaka
För andra betydelser, se Dhaka (olika betydelser).
Dhaka, även kallat Dacca (bengali: ঢাকা; IPA: /ɖʱaka/), är huvudstaden i Bangladesh. Den är samtidigt den administrativa huvudorten för både en provins och ett distrikt med samma namn som staden. Staden hade cirka 7 miljoner invånare vid folkräkningen 2011. Hela storstadsområdet omfattar bland annat städerna Narayanganj och Tongi och beräknades ha cirka 17 miljoner invånare 2014. Staden ligger vid Burigangafloden, en kanal till Dhaleshwarifloden.

## Historik och beskrivning
Under Mogulrikets styre på 1600-talet var staden även känd som Jahangir Nagar och var både provinsens huvudstad och centrum för världens handel med muslin. Den moderna staden utvecklades främst under det brittiska styret på 1800-talet, och blev snart den näst största staden i Bengalen efter Calcutta. I samband med delandet av Indien 1947, blev Dhaka den administrativa huvudstaden i Östpakistan, och senare, 1972, huvudstad för det självständiga Bangladesh. Under den mellanliggande perioden har staden upplevt omfattande turbulens; detta inkluderar många påbud av krigslagar, deklarationen av Bangladeshs självständighet, militärt förtryck, förödelse under kriget och naturkatastrofer.
Dhaka är Bangladeshs industriella, kommersiella och administrativa centrum, med handel med jute, ris, oljefrön, socker och te. Viktiga varor är juteprodukter och textilier. Den har både den högsta läskunnigheten, 72,3 %, och den mest skiftande ekonomin bland Bangladeshs städer.  Fast stadens infrastruktur är den mest utvecklade i landet, är det ändå en storstad som kämpar mot utmaningar såsom föroreningar, trafikstockningar och brist på lämpliga tjänster på grund av den ökande befolkningen. Under de senaste årtionden, har Dhaka sett en modernisering av transporter, kommunikationer och offentliga arbeten. Staden attraherar även stora utländska investerare och större volymer av handel. Den upplever också en ökad tillströmning av människor från hela landet.
Den 1 december 2011 delades Dhaka City Corporation in i två separata administrativa enheter, Dhaka North City Corporation och Dhaka South City Corporation.

## Utbildning
Dhaka har fler skolor, gymnasier och universitet än någon annan stad i Bangladesh. Utbildningssystemet delas in i fyra nivåer: primär (från klass 1 till 5), sekundär (från klass 6 till 10), högre sekundär (från klass 11 till 12) och tertiär. De fyra åren av lägre sekundär utbildning resulterar med en sekundärskolscertifikat (SSC) examinering. Studenter som passerar den här examineringen fortsätter två år med högre sekundär eller mellanliggande träning, vilket resulterar med ett högre sekundärcertifikat (HSC) examinering. Utbildningen erbjuds vanligtvis i bengali, men det är också vanligt att engelska lärs ut och används. Ett stort antal muslimska familjer skickar sina barn för att närvara vid deltidskurser eller att även närvara vid religiös heltidsutbildning, vilket förmedlas i bengali och arabiska i madrassaer.
Dhakas gymnasium är den äldsta anläggningen för högre utbildning i staden och är bland de tidigaste i Brittiska Indien, grundat 1840. Sedan självständigheten har Dhaka sett grundandet av ett stort antal allmänna och privata gymnasium och universitet, som erbjuder underexaminerade och examinerade grader såväl som en rad olika doktorsprogram. Dhakas universitet är det största allmänna universitetet  i landet med mer än 30 000 studenter och 1 300 lärare. Universitetet innehåller även 18 forskningscentrum och 70 avdelningar, fakulteter och institut. Framstående platser av högre utbildning inkluderar Jahangirnagars universitet och Bangladeshs universitet av ingenjörskonst och teknologi (BUET). Dhakas medicinska gymnasium och Sir Salimullahs medicinska gymnasium är bland de största och mest respekterade medicinska skolorna i landet. Dhakas gymnasiums campus är ofta härdade av politiska konflikter. Protester och stejker, och våld bland polisen, brukar studenter och politiska grupper vanligen störa de allmänna universitetens campus.

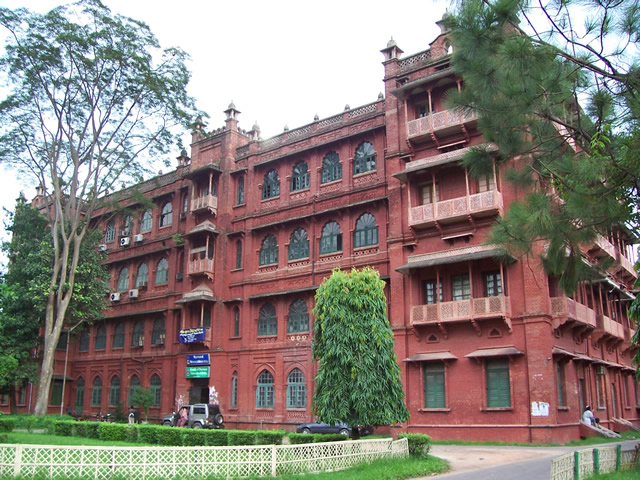
De biokemiska och molekylärbiologiska avdelningarna av Dhakas universitet.

## Sport
Cricket och fotboll är de två mest populära sporterna i Dhaka och i hela landet.

## Klimat
|                                            | Jan  | Feb  | Mar  | Apr   | Maj   | Jun   | Jul   | Aug   | Sep   | Okt   | Nov  | Dec  |
| ------------------------------------------ | ---- | ---- | ---- | ----- | ----- | ----- | ----- | ----- | ----- | ----- | ---- | ---- |
| Normaldygnets maximitemperaturs medelvärde | 25,4 | 28,1 | 32,5 | 33,7  | 32,9  | 32,1  | 31,4  | 31,6  | 31,6  | 31,6  | 29,6 | 26,4 |
| Normaldygnets minimitemperaturs medelvärde | 12,7 | 15,5 | 20,4 | 13,6  | 24,5  | 26,1  | 26,2  | 26,3  | 25,9  | 23,8  | 19,2 | 14,1 |
|                                            |      |      |      |       |       |       |       |       |       |       |      |      |
| Nederbörd                                  | 7,7  | 28,9 | 65,8 | 156,3 | 339,4 | 340,4 | 373,1 | 316,5 | 300,4 | 172,3 | 34,4 | 12,8 |

| Diagram | temperaturer i °C • månadsnederbörd i mm • Källa: BBC Weather (humidity and sun) | temperaturer i °C • månadsnederbörd i mm • Källa: BBC Weather (humidity and sun) | temperaturer i °C • månadsnederbörd i mm • Källa: BBC Weather (humidity and sun) | temperaturer i °C • månadsnederbörd i mm • Källa: BBC Weather (humidity and sun) | temperaturer i °C • månadsnederbörd i mm • Källa: BBC Weather (humidity and sun) | temperaturer i °C • månadsnederbörd i mm • Källa: BBC Weather (humidity and sun) | temperaturer i °C • månadsnederbörd i mm • Källa: BBC Weather (humidity and sun) | temperaturer i °C • månadsnederbörd i mm • Källa: BBC Weather (humidity and sun) | temperaturer i °C • månadsnederbörd i mm • Källa: BBC Weather (humidity and sun) | temperaturer i °C • månadsnederbörd i mm • Källa: BBC Weather (humidity and sun) | temperaturer i °C • månadsnederbörd i mm • Källa: BBC Weather (humidity and sun) | temperaturer i °C • månadsnederbörd i mm • Källa: BBC Weather (humidity and sun) |
|         | 8 25 13                                                                          | 29 28 16                                                                         | 66 33 20                                                                         | 156 34 14                                                                        | 339 33 25                                                                        | 340 32 26                                                                        | 373 31 26                                                                        | 317 32 26                                                                        | 300 32 26                                                                        | 172 32 24                                                                        | 34 30 19                                                                         | 13 26 14                                                                         |